# 최대석 (1942년)
최대석(崔大錫, 1942년 2월 18일 ~ )은 대한민국의 정치인이다. 제2·3·4·6·7대 대구광역시 동구의원이다.

## 학력
- 해안공립국민학교 졸업
- 경상중학교 졸업
- 대구상업고등학교 졸업

## 경력
- 해안 향우회 회장
- 해안 초등학교 육성회장
- 해안초등학교 총동창회 총무
- 대구상업고등학교 34회 동창회 부회장
- 동구 새마을운영위원
- 민주평화통일자문회의 동구협의회 위원
- 동구의회 공공근로사업조사 특별위원회 위원
- 동구 제2건국 추진위원회 위원
- 동구 중기지방재정계획 심의위원
- 동구 통합방위협의회 위원
- 해안동 주민자치위원회 위원장
- 1995.07 ~ 1998.06 제2대 대구광역시 동구의회 의원
- 1998.07 ~ 2002.06 제3대 대구광역시 동구의회 의원
- 1998.07 ~ 2000.07 제3대 대구광역시 동구의회 전반기 사회산업위원회 위원장
- 2002.07 ~ 2006.06 제4대 대구광역시 동구의회 의원
- 2002.07 ~ 2004.07 제4대 대구광역시 동구의회 전반기 의장
- 대구광역시 동구의회 예산결산특별위원회 위원장
- 대구광역시 동구 통합방위협의회 위원
- 사랑의손잡기실천본부 이사
- 대구광역시 동구의회 운영총무위원회 위원
- 2010.07 ~ 2014.06 제6대 대구광역시 동구의회 의원
- 2010.07 ~ 2012.07 제6대 대구광역시 동구의회 전반기 의장
- 2012.07 ~ 2014.06 제6대 대구광역시 동구의회 후반기 도시건설위원회 위원
- 2014.07 ~ 2018.06 제7대 대구광역시 동구의회 의원
- 2016.07 ~ 2018.06 제7대 대구광역시 동구의회 후반기 도시건설위원회 위원

## 역대 선거 결과
|  | 35.11% |

|  | 68.79% |

|  | 47.76% |

|  | 14.77% |

|  | 38.22% |

|  | 20.62% |